# Heuberg (Kiffing)
Der Heuberg ist mit 344,1 m ü. NHN der höchste Berg im Kiffing im Landkreis Kassel, Nordhessen (Deutschland). 

## Geographische Lage
Der vollständig bewaldete Heuberg erhebt sich rechts und östlich der Oberweser im Südwesten des Kuppigen Solling, der als Südausläufer des Solling das Uslarer Becken umgibt. Der Gipfel liegt 1800 Meter nordwestlich von Oedelsheim, einem Ortsteil der Gemeinde Wesertal in der Waldgemarkung Oberförsterei Oedelsheim und ist nur 1000 Meter vom Flussufer entfernt.

## Naturräumliche Zuordnung
Der Heuberg gehört in der naturräumlichen Haupteinheitengruppe Weser-Leine-Bergland (Nr. 37) und in der Haupteinheit Solling, Bramwald und Reinhardswald (370) zur Untereinheit Kuppiger Solling (370.1). Nach Süden und Westen fällt er in die Untereinheit Weserdurchbruchstal (370.3) ab.